# Dalgliesh-Gullane

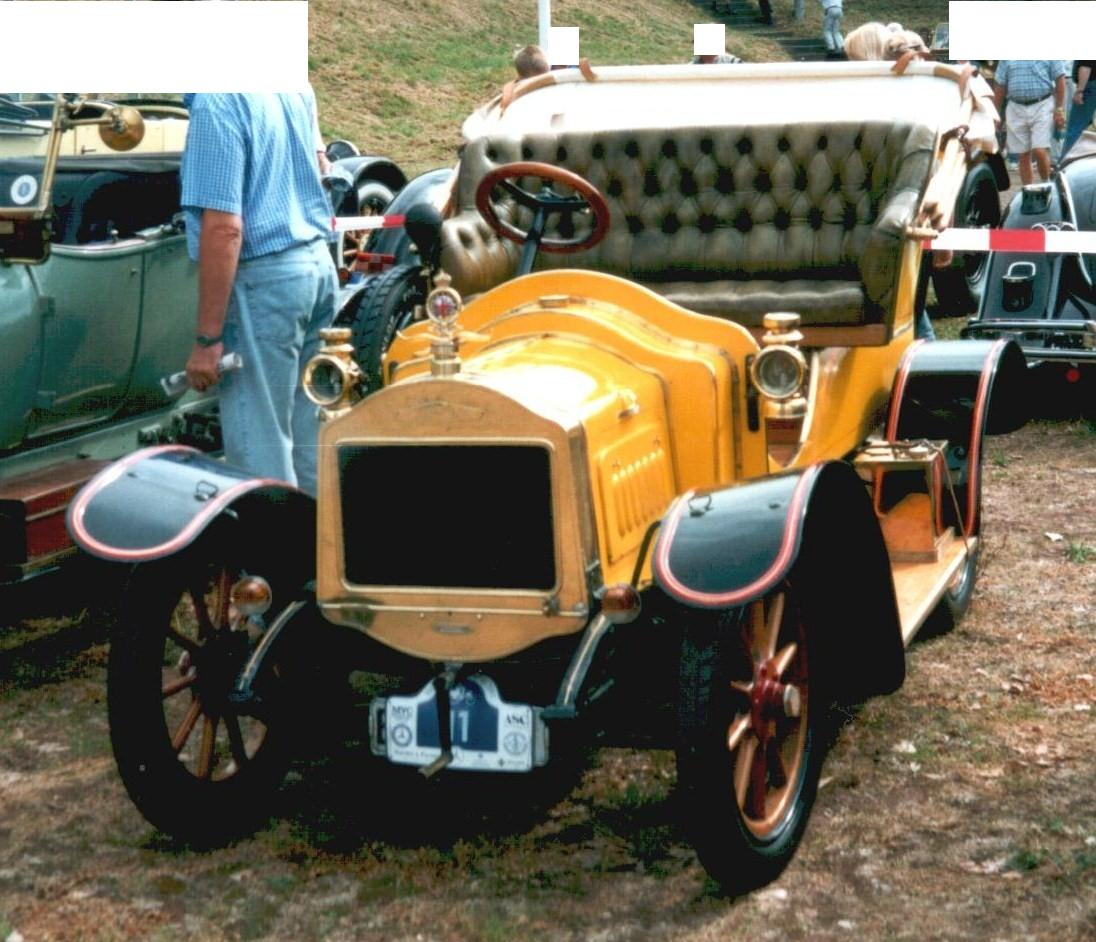
Dalgliesh-Gullane von 1908 (2001)

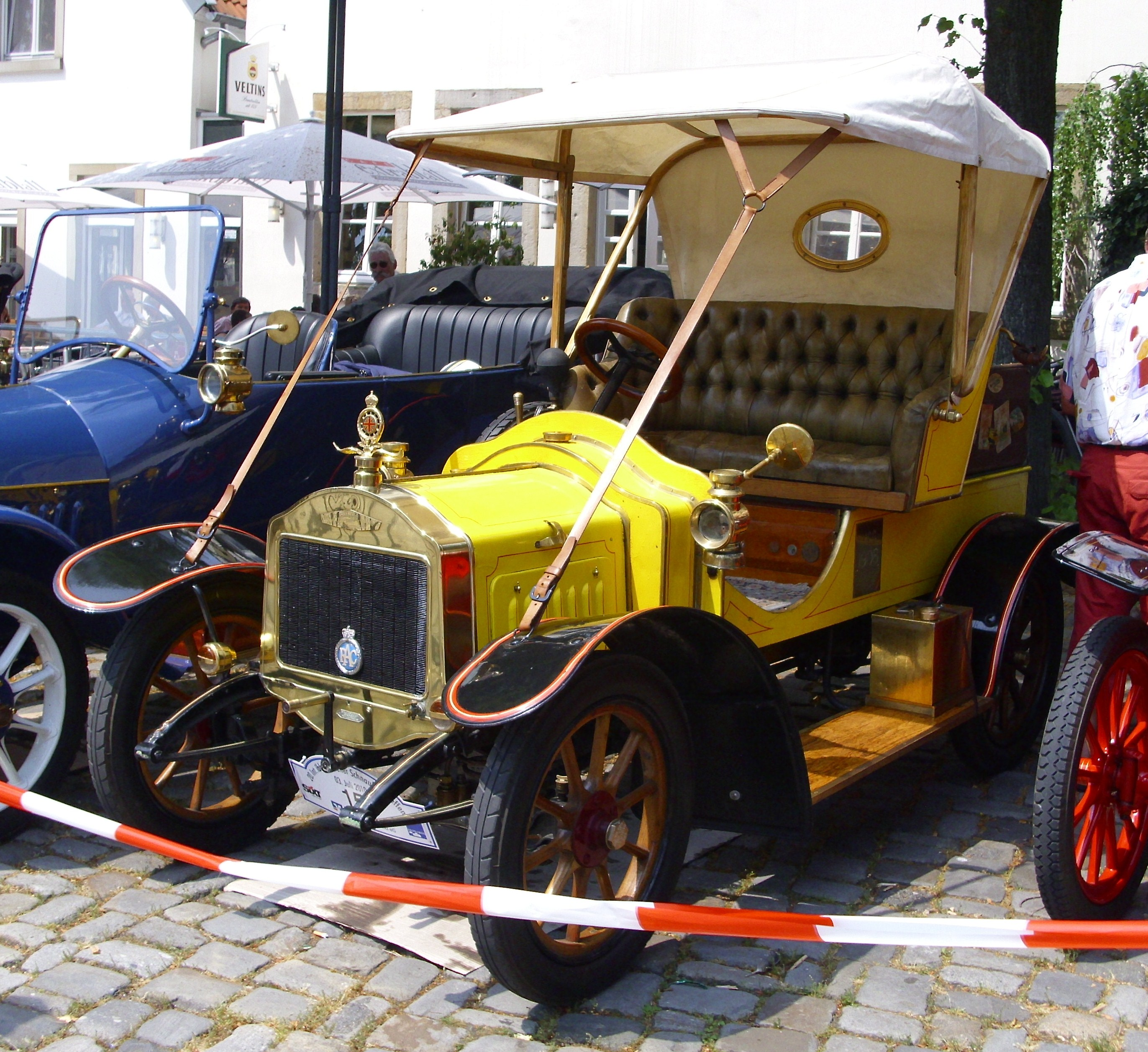
Dalgliesh-Gullane von 1908 (2010)

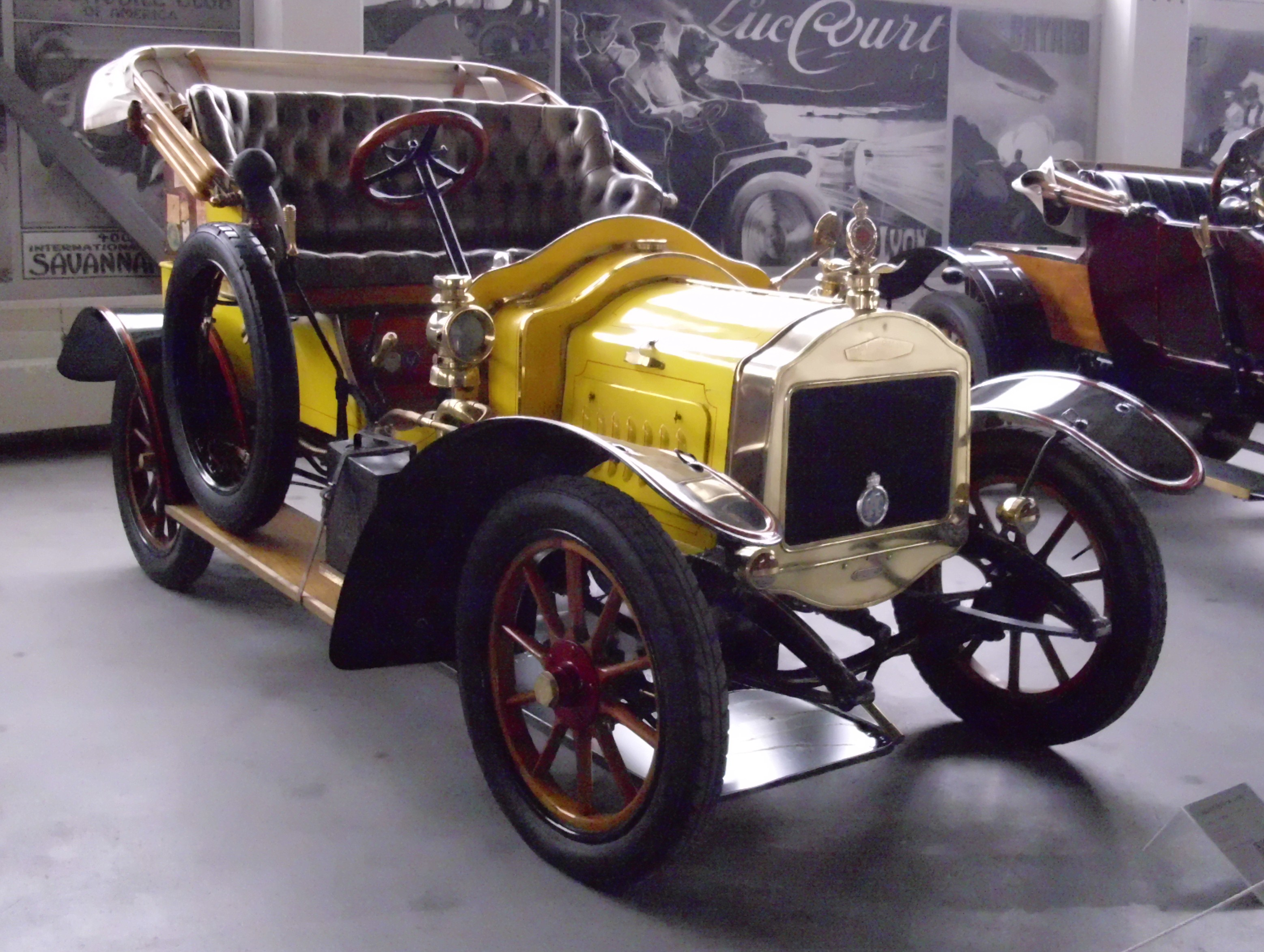
Dalgliesh-Gullane von 1908 (2012)

Dalgliesh-Gullane war eine britische Automarke. In der Literatur wird häufig der Name Dalgleish-Gullane verwendet.

## Unternehmensgeschichte
Das Unternehmen Haddington Motor Engineering Company aus Haddington in East Lothian begann 1907 mit der Produktion von Automobilen. 1908 endete die Produktion. Insgesamt entstanden etwa 10 Fahrzeuge.

## Fahrzeuge
Es gab nur ein Modell. Für den Antrieb sorgte ein wassergekühlter Einzylinder-Einbaumotor von De Dion-Bouton mit 8 PS Leistung. Der Hubraum betrug je nach Quelle entweder 863 cm³, 1130 cm³  oder 1200 cm³. Die Motorleistung wurde über eine Kardanwelle an die Hinterachse übertragen. Die offene Karosserie bot Platz für zwei Personen. Die Höchstgeschwindigkeit war mit 50 km/h angegeben.
Ein Fahrzeug ist erhalten geblieben und ist im Besitz eines Schweizer Sammlers. Es trägt die Fahrgestell-Nummer S 1231. Das Fahrzeug wurde unter anderem bei der Bertha-Benz-Fahrt 2001 und mehrfach beim Internationalen Ibbenbürener Schnauferl-Treffen eingesetzt. Während des Sommers 2012 war das Fahrzeug in der Sonderausstellung Als die Autos laufen lernten im Pantheon Basel im schweizerischen Muttenz ausgestellt.